# Enterosora gilpinae
Enterosora gilpinae là một loài dương xỉ trong họ Polypodiaceae. Loài này được Baker L.E. Bishop & A.R. Sm. mô tả khoa học đầu tiên năm 1992.